# In Other Words (Album)
In Other Words ist ein Jazzalbum der Formation I Am Three von Nikolaus Neuser, Silke Eberhard und Christian Marien. Die am 15. und 16. März 2022 im RecPublica Studio in Lubrza, Polen, entstandenen Aufnahmen erschienen am 5. April 2024 auf Leo Records.

## Hintergrund
Das Trio I am Three besteht aus der Saxophonistin Silke Eberhard, dem Trompeter Nikolaus Neuser und dem Schlagzeuger Christian Marien. Die Gruppe war ursprünglich als Tributprojekt an Charles Mingus gedacht; das Debütalbum hieß (in Anspielung auf Mingus Mingus Mingus Mingus Mingus von 1964) Mingus, Mingus, Mingus (Leo Records, 2016). Weiterhin legte das Trio ein Nachfolgealbum mit der Sängerin Maggie Nicols vor, Mingus’ Sounds of Love, erschienen 2019. I Am Threes drittes Album hält immer noch eine schwache Verbindung zu dem Bassisten bei und wählte den Titel dieses Albums, In Other Words, nach den ersten Worten von Mingus’ Autobiografie Beneath the Underdog aus dem Jahr 1971. Der Name des Trios ist wiederum der Rest des Satzes von Mingus. Das Trio spielt allerdings keine Mingus-Coverversionen; stattdessen präsentieren die Musiker ihre eigenen Kompositionen.

## Titelliste
- I Am Three: In Other Words (Leo Records CD LR 939)[2]

1. Uebersprungshandlung 2:18
2. Cordinale 3:33
3. Birthday Song 5:05
4. Blues in Aspik 2:38
5. Wait a Second 4:13
6. Fast Slow 4:00
7. Mau Mau 3:41
8. Kellerballade 3:04
9. Pleitereiher 2:58
10. Pattersson Blues 1:40
11. Poem for Valentin 3:52

Die Kompositionen stammen von Nikolaus Neuser (5, 7, 9, 11), Silke Eberhard (3, 6) und Christian Marien (1, 2, 4, 8, 10).

## Rezeption

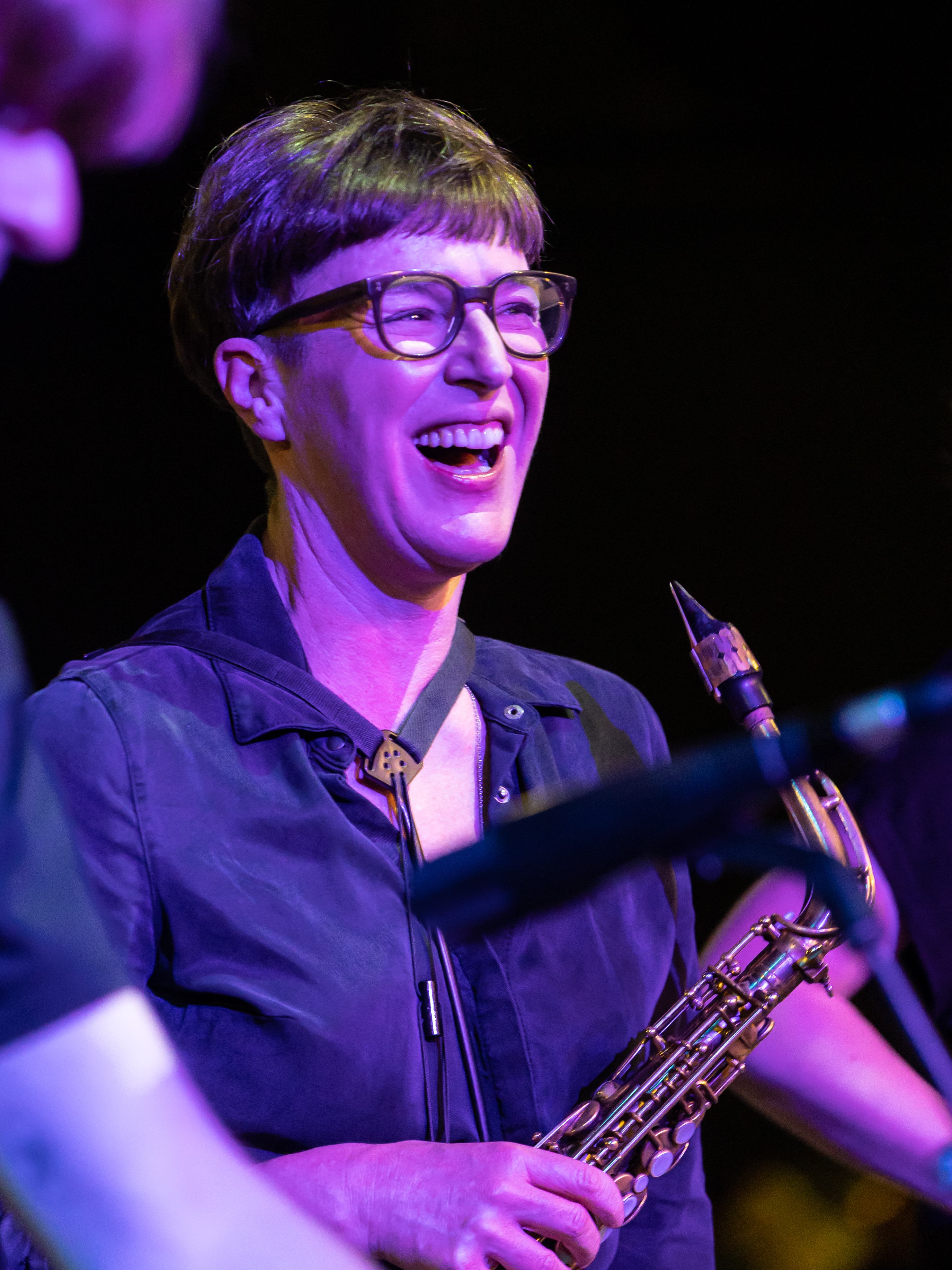
Silke Eberhard beim Moers Festival 2022

Nach Ansicht von Troy Dostert, der das Album in All About Jazz rezensierte, hätten die drei Musiker viel zu sagen, mit herrlich lebhaften, energetischen Dialogen, die das unverwechselbare Triovokabular der Spieler offenbarten. Auch wenn es ein relativ kurzes Album sei, mute es dennoch richtig groß an, da es nicht abschweifend sei. Vielmehr würden Eberhard, Neuser und Marien jedem Stück geben, was ihm gebühre, mit viel starkem Spiel und konzentrierten Interaktionen, ohne sich in sinnlosen Exkursen zu verlieren. Angetrieben von drei Spielern mit viel Können und Kreativität lasse In Other Words keine Wünsche offen, wenn es darum geht, über Mingus‘ [Werk] hinauszugehen.
Auf ein spartanisches Kernstück reduziert, habe dies Trio ein überzeugendes Konzept kreativer Musik entwickelt, meinte Ken Waxman (jazzWord). Obwohl es riskant erscheinen mag, kein Akkordinstrument einzusetzen, um von einem Kontrabassisten inspirierte Musik zu spielen, würde sich I Am Three der Herausforderung stellen. Die elf Kompositionen, die jeder der drei individuell geschrieben hat, umfassten die vielfältigen Stimmungen und Empfindsamkeiten, die Mingus und I Am Three gemeinsam haben. Es gebe hier geradlinige und spekulative Themen, Blues-basierte und Paradeplatz-Einflüsse, zahlreiche Tonhöhen und Tempi würden erforscht und es werde tiefgründige Soloarbeit und dichte Harmonien geboten. Weitere Expositionen würden andere strukturelle Betonungen widerspiegeln; so gebe es eine Stelle, die Zirkusmusik und „Boogie Stop Shuffle“ (aus Mingus Ah Um, 1959) mit quietschenden Triolen und Schlägen der Bläser kombiniere („Pattersson Blues“). Trotz des Fehlens eines Akkordinstruments würde diese Stücke stets eine logische und lineare Entwicklung auszeichnen.